# Phellandrium globulosum
Phellandrium globulosum är en flockblommig växtart som beskrevs av Antonio Bertoloni och Carl Fredrik Nyman. Phellandrium globulosum ingår i släktet Phellandrium och familjen flockblommiga växter. Inga underarter finns listade i Catalogue of Life.